# Gosné
Gosné (bretonisch: Goneg; Gallo: Gosnae) ist eine französische Gemeinde mit 2.098 Einwohnern (Stand: 1. Januar 2022) im Département Ille-et-Vilaine in der Region Bretagne. Sie gehört zum Arrondissement Rennes und zum Kanton Fougères-1. Die Einwohner werden Gosnéens genannt.

## Geographie
Gosné liegt etwa 22 Kilometer nordöstlich von Rennes. Umgeben wird Gosné von den Nachbargemeinden Saint-Aubin-du-Cormier im Norden und Osten, Liffré im Süden und Südwesten sowie Ercé-près-Liffré im Westen.
Durch die Gemeinde führen die Autoroute A84 und die frühere Routes nationales 12 (heutige D 812). Im südlichen Gemeindegebiet verläuft der Fluss Illet im Norden liegt der Stausee Étang d'Ouée..

## Bevölkerungsentwicklung
| Jahr                       | 1962 | 1968 | 1975 | 1982 | 1990 | 1999 | 2006 | 2013 | 2020 |
| Einwohner                  | 918  | 817  | 875  | 1014 | 1195 | 1380 | 1592 | 1913 | 2025 |
| Quellen: Cassini und INSEE |      |      |      |      |      |      |      |      |      |

## Sehenswürdigkeiten
- Dolmen „Alignement de la Bouaderie“

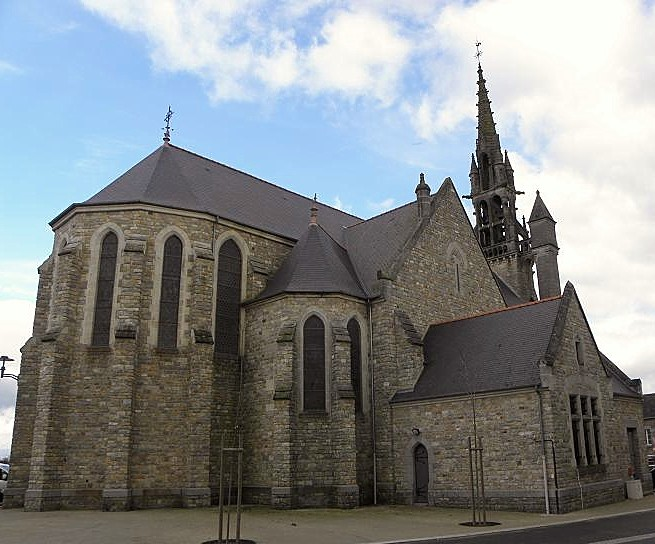
Kirche Notre-Dame-de-la-Visitation
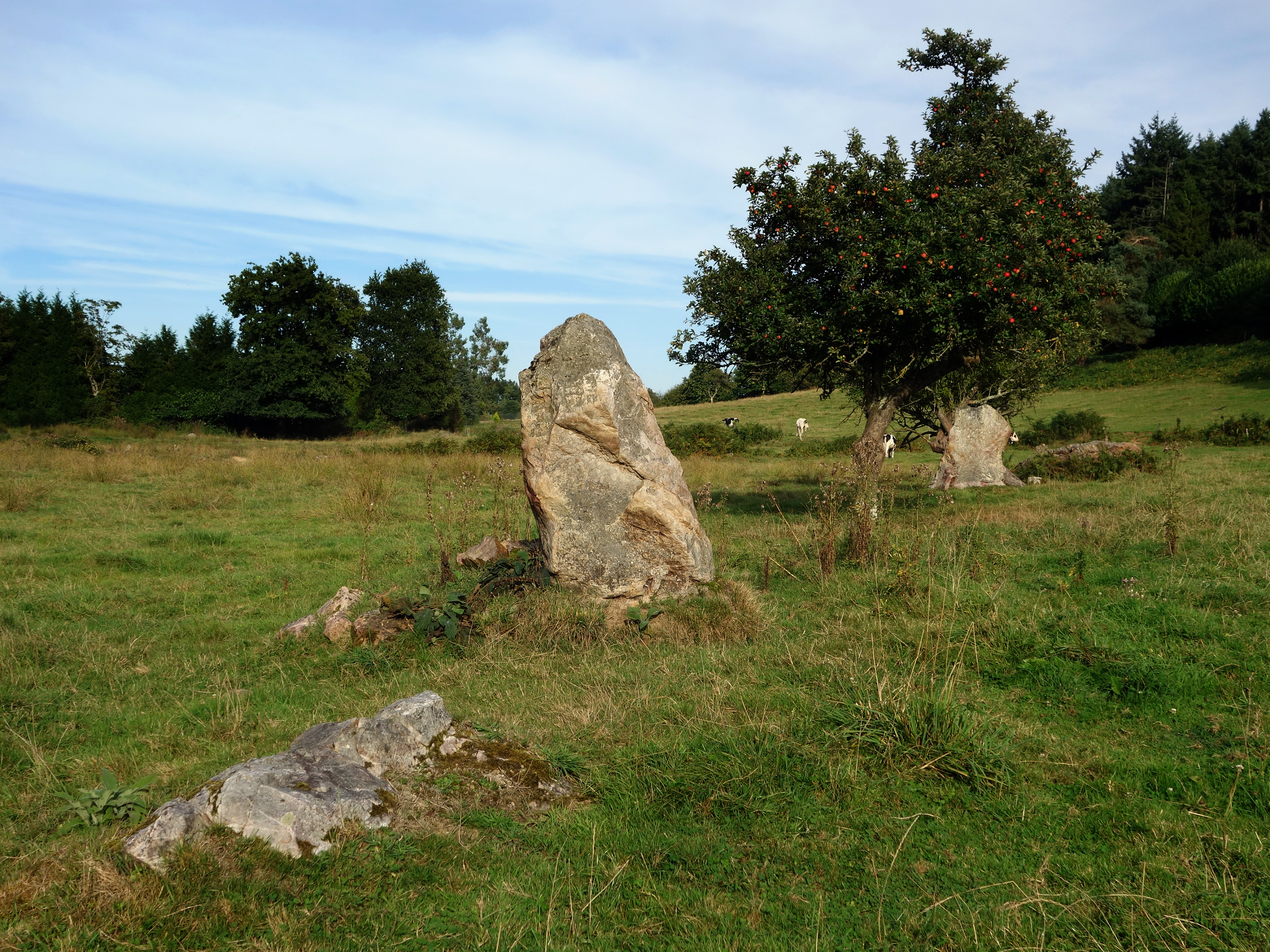
Dolmen „Alignement de la Bouaderie“

- Kirche Notre-Dame-de-la-Visitation
- Dolmen „Alignement de la Bouaderie“

## Gemeindepartnerschaft
Mit der irischen Gemeinde Ballyheigue im County Kerry besteht eine Partnerschaft.